# Antiohia

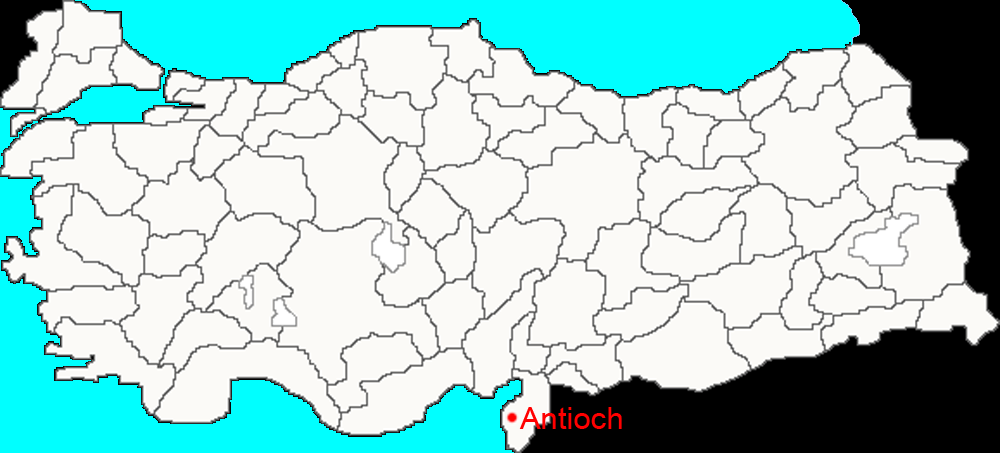

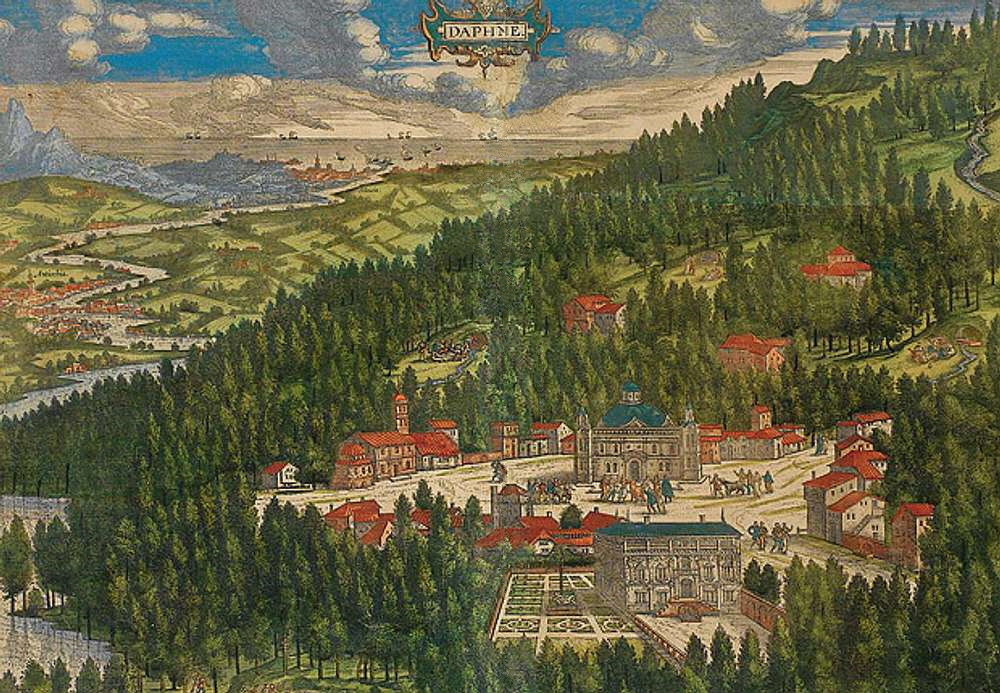
Antiohia

Antiohia pe Orontes  (în greacă Ἀντιόχεια ἡ ἐπὶ Ὀρόντου sau Antiócheia he epì Oróntou, Antiócheia hê Megálê, în latină Antiochia ad Orontem) este un oraș din Siria antică, azi Antakya oraș situat în Turcia. Era un oraș renumit în lumea antică, istoria lui fiind legată de dinastia regală Seleucidă, care s-a format după moartea lui Alexandru cel Mare. Această dinastie apare în istorie ca rivală a Romei antice; între anii 192 și 188 î.Hr., în timpul domniei lui Antioh cel Mare au avut loc războaiele Siriei cu Imperiul Roman.
"Și în Antiohia, întâia oară ucenicii s-au numit creștini" Fapte, 11.26.

## Personalități născute aici
- Teodoret de Cir (393-457), teolog;
- Ioan Gură de Aur (347-407), patriarh al Constantinopolului;
- Ioan Malalas (491-578), cronicar asirian.

## Imagini

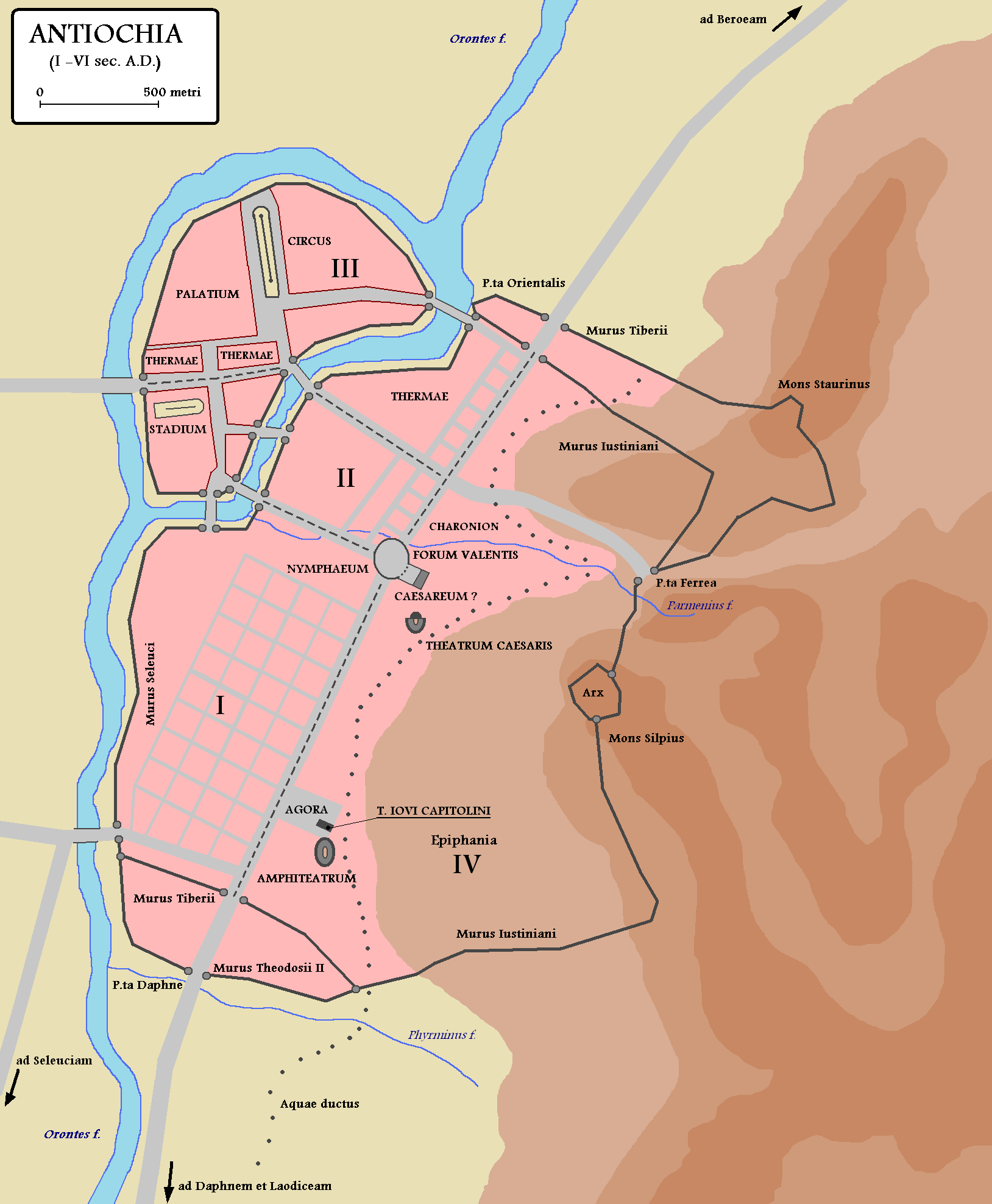
Harta Antiohiei, din perioada romană și bizantină timpurie
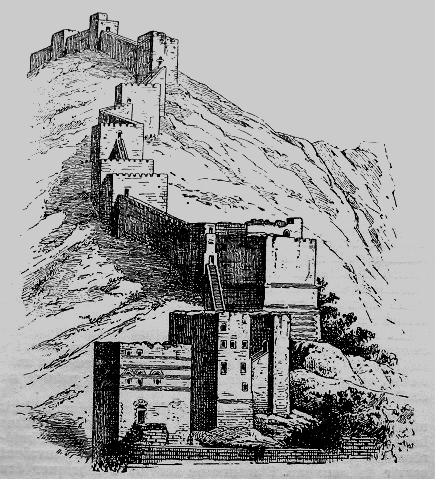
Meterezele din Antiohia de pe culmile Muntelui Silpius în timpul cruciadelor
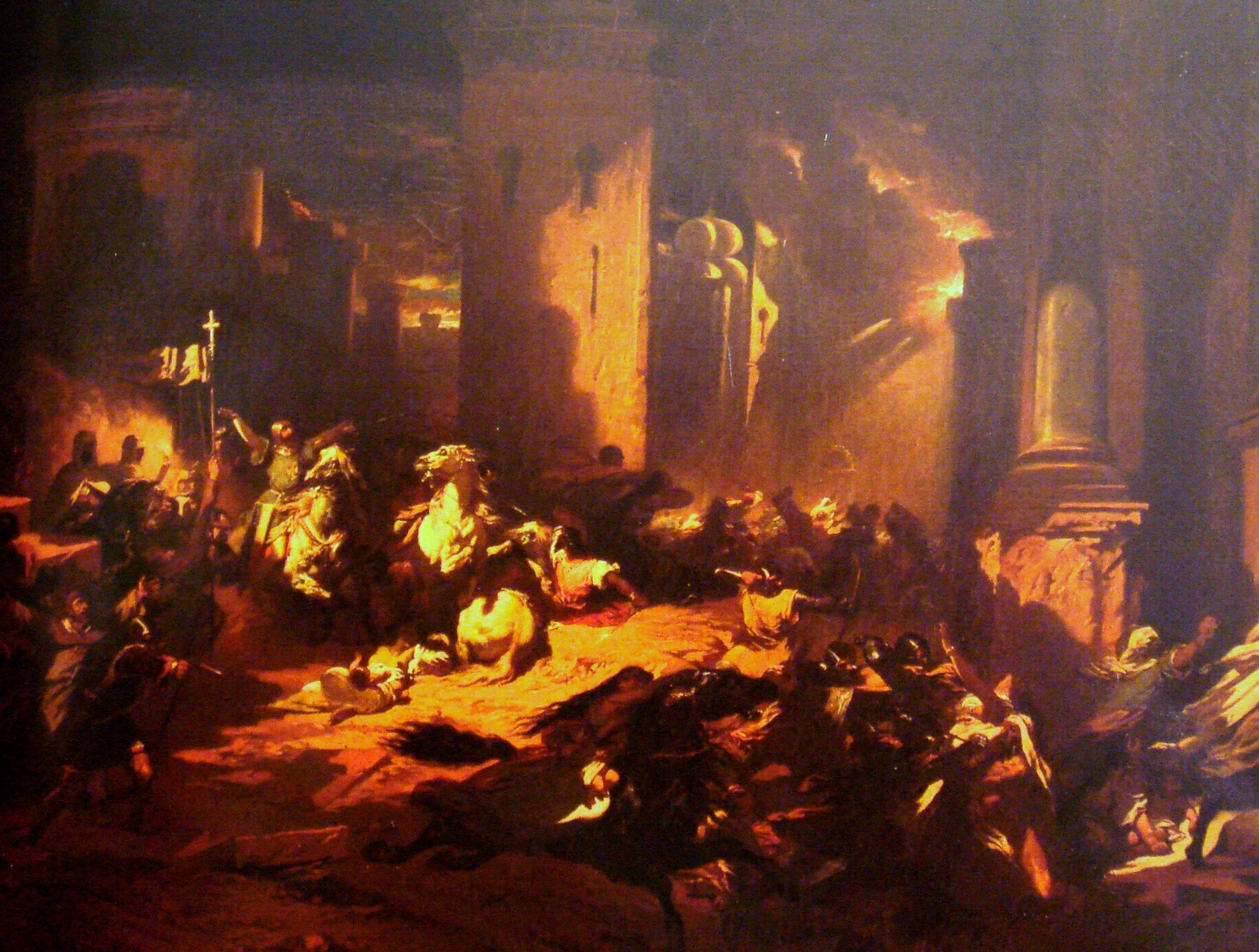
Capturarea Antiohiei de Boemund de Taranto în iunie 1098.
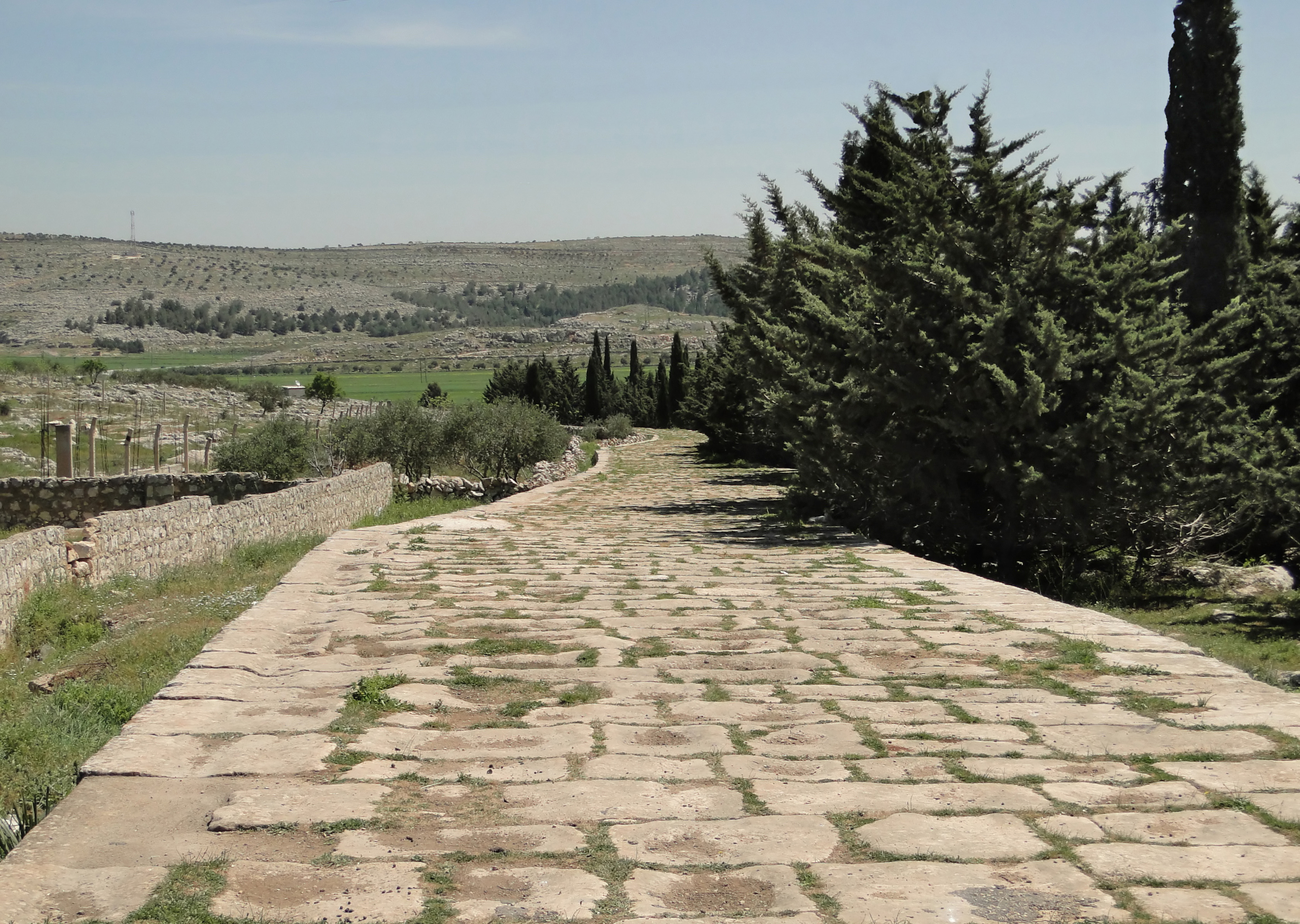
Drum pavat roman în Antiohia